# Perndorf (Gemeinde Schweiggers)
Perndorf ist eine Ortschaft und eine Katastralgemeinde der Gemeinde Schweiggers im Bezirk Zwettl in Niederösterreich.

## Geschichte
Im Jahr 1822 wurde der Ort als Dorf mit 22 Häusern genannt, das nach Schweiggers eingepfarrt war, wohin auch die Kinder eingeschult wurden. Die Herrschaft Stift Zwettl besaß die Ortsobrigkeit und besorgte die Konskription. Die Landgerichtsbarkeit wurde von der Herrschaft Weitra ausgeübt. Die Untertanen und Grundholde des Ortes gehörten der Herrschaft Stift Zwettl. Laut Adressbuch von Österreich waren im Jahr 1938 in der Ortsgemeinde Perndorf ein Schneider und einige Landwirte ansässig.

## Siedlungsentwicklung
Zum Jahreswechsel 1979/1980 befanden sich in der Katastralgemeinde Perndorf insgesamt 40 Bauflächen mit 18.579 m² und 6 Gärten auf 1.015 m², 1989/1990 gab es 28 Bauflächen. 1999/2000 war die Zahl der Bauflächen auf 73 angewachsen und 2009/2010 bestanden 44 Gebäude auf 84 Bauflächen.

## Bodennutzung
Die Katastralgemeinde ist landwirtschaftlich geprägt. 227 Hektar wurden zum Jahreswechsel 1979/1980 landwirtschaftlich genutzt und 92 Hektar waren forstwirtschaftlich geführte Waldflächen. 1999/2000 wurde auf 222 Hektar Landwirtschaft betrieben und 95 Hektar waren als forstwirtschaftlich genutzte Flächen ausgewiesen. Ende 2018 waren 214 Hektar als landwirtschaftliche Flächen genutzt und Forstwirtschaft wurde auf 98 Hektar betrieben. Die durchschnittliche Bodenklimazahl von Perndorf beträgt 27,4 (Stand 2010).

## Ortsvorsteher
- seit 2015 Christian Wally

## Persönlichkeiten
- Anton Gindler (1897–1967), Landwirt und Politiker